# 朱晝
朱晝（?—?），唐代廣陵（今江蘇揚州）人。
元和中，進士及第。因仰慕孟郊，不遠千里拜訪。又與李涉友善。工於詩，風格追求奇险晦涩，與孟郊詩相似。以《古鏡詩》詩聞名於世。《全唐诗》存其诗三首。